# Mastigodryas boddaerti
Mastigodryas boddaerti — вид змій родини полозових (Colubridae). Мешкає в Південній Америці. Вид названий на честь нідерландського натураліста Пітера Боддерта.

## Підвиди
Виділяють три підвиди:
- Mastigodryas boddaerti boddaerti (Sentzen, 1796);
- Mastigodryas boddaerti dunni (Stuart, 1933);
- Mastigodryas boddaerti ruthveni (Stuart, 1933).

## Поширення і екологія
Mastigodryas boddaerti мешкають у Венесуелі, Гаяні, Суринамі, Французькій Гвіані, Колумбії (зокрема на острові Горгона), Еквадорі, Перу і Болівії і Бразилії (на південь до Мату-Гросу, Мату-Гросу-ду-Сула і Гояса). Вони живуть у вологих тропічних лісах на рівнинах, у передгір'ях і горах, у галерейних лісах, у міжандійських сухих лісах, у сельві Амазонії та в Юнзі, на висоті до 2600 м над рівнем моря. Живляться переважно ящірками, а також жабами, яйцями плазунів, птахами і гризунами. Відкладають яйця.